# 2000年シドニーオリンピックのベルギー選手団
2000年シドニーオリンピックのベルギー選手団（2000ねんシドニーオリンピックのベルギーせんしゅだん）は、2000年9月15日から10月1日にかけてオーストラリアのニューサウスウェールズ州シドニーで開催された2000年シドニーオリンピックのベルギー選手団、およびその競技結果。

## 概要
今大会は銀メダル2個、銅メダル3個の合計5個のメダルを獲得した。

## メダル
| メダル | 選手名                                        | 競技   | 種目                 |
| ------ | --------------------------------------------- | ------ | -------------------- |
| 銀     | エティアンヌ・デ・ウィルデ マシュー・ギルモア | 自転車 | 男子マディソン       |
| 銀     | フィリップ・メラーグ                          | 自転車 | 男子クロスカントリー |
| 銅     | アン・シモンス                                | 柔道   | 女子48kg以下級       |
| 銅     | ジェラ・バンデカバイエ                        | 柔道   | 女子63kg以下級       |